# Пирожков, Геннадий Васильевич
Генна́дий Васи́льевич Пирожко́в (7 февраля 1938, с. Нежинка, Оренбургская область, РСФСР, СССР — 3 ноября 2009, Санкт-Петербург, Россия) — советский и современный российский некрополист, исследователь кладбищ Санкт-Петербурга, краевед, ведущий специалист ГУП «Ритуальные услуги».
Член Совета Санкт-Петербургского городского отделения ВООПИиК. Член авторского коллектива капитального труда «Исторические кладбища Петербурга» (СПб, 1993) и работы «Смоленское лютеранское кладбище в Санкт-Петербурге» (1996, в соавторстве).

## Биография
Окончил агрономический факультет Оренбургского СХИ в 1961 году и аспирантуру при кафедре растениеводства Ленинградского СХИ в 1967 году.
В 1955 году работал учеником слесаря. По окончании института работал на целинных землях — в совхозе «Аниховский» и Адамовском производственном совхозном управлении Оренбургской области. В 1967 году защитил диссертацию. До 1970 года был на педагогической работе.
В 1970—1973 годах работал в Инспектуре Госкомиссии по сортоиспытанию сельскохозяйственных культур по Ленинградской, Новгородской областям и Карельской АССР. С 1973 по 1985 годы работал в Северо-Западном научно-исследовательском институте сельского хозяйства, из них 10 лет занимал должность учёного секретаря института, был членом Ученого совета и представителем экспертной комиссии. В 1985 году перешёл на работу в Ленинградский институт информатики и автоматизации АН СССР.
В 1987 году стал активным членом комиссии «Некрополь», созданной при Ленинградском отделении Советского фонда культуры. Стал одним из ключевых авторов фундаментального справочника «Исторические кладбища Петербурга», а впоследствии издал книгу о Смоленском лютеранском кладбище.
Принимал участие в съёмках документальных фильмов «В поисках Санкт-Петербурга» и «Над вечным покоем». Награждён памятными медалями АН СССР и ВИМАИВиВС, медалью Всесоюзного общества почвоведов, знаком «За активное участие в работе общества ВООПИК», лауреат премии им. А. Г. Небольсина. Имеет учёную степень.
Г. В. Пирожков тесно сотрудничал с редакцией Российского ритуально-духовного журнала «Реквием», был ведущим рубрики «Петербургский некрополь», автором статей и фотографий. Другом журнала называли его коллеги.
Похоронен на Смоленском православном кладбище в Санкт-Петербурге, Казанская дорожка..

## Список произведений
- Исторические кладбища Петербурга / Сост. А. В. Кобак, Ю. М. Пирютко. — СПб.: Издательство Чернышева, 1993. — 640 с. — 10 000 экз. — ISBN 5-85555-011-7.
- Пирожков Геннадий Васильевич, Пирожков Евгений Геннадьевич. Смоленское лютеранское кладбище в Санкт-Петербурге. — СПб.: Издательство Сириус, 1996. — 55 с. — 2000 экз.
- Pirozhkov G.V., Pirozhkov E.G. Smolensk Lutheran Cemetery in St.Petersburg. — СПб.: Sirius LTd, 1996. — 46 с. — 2000 экз.
- Piroschkow Gennadi Wasiljewitsch, Piroschkow Ewgeni Gennadjewitsch. Smolensker Lutherischer Friedhof in St.Petersburg. — СПб.: GmbH Sirius, 1996. — 62 с. — 2000 экз.
- Исторические кладбища Санкт-Петербурга / Сост. А. В. Кобак, Ю. М. Пирютко. — Центрполиграф, 2009. — 800 с. — 1600 экз. — ISBN 978-5-9524-4025-8.